# 女萨满师 (艺术品)
女萨满师是一个于1780年至1804年期间诞生于俄罗斯圣彼得堡的陶塑。1779年，圣彼得堡御瓷厂的吉恩·多米尼克·罗歇特制造了女萨满师陶塑模具，使得其成为了工厂大规模生产的产品。女萨满师陶塑通过刻画该系列产品的生产工作从1780年一直持续到了1804年为止，常作为礼物赠送给外国政要。该系列陶塑还有萨莫耶德人、鞑靼妇女、卡巴尔达男人、堪察加男子等。

## 简介
萨满教是分布于北美洲和北亚、中亚一类的巫觋宗敎,曾被认为有控制天气、预言、解梦、占星以及旅行到天堂或者地狱的能力。最崇拜萨满教的地方是伏尔加河流域、芬兰人种居住的地区和西伯利亚。直至公元11世纪，满洲人的祖先女真人，也曾信奉萨满教。在凯瑟琳大帝的赞助下，位于俄罗斯圣彼得堡的圣彼得堡御瓷厂进入了繁荣时期。该御瓷厂主要服务于皇家，其生产出的作品常作为礼物赠送给外国政要。女萨满师陶塑全高约26厘米，与大多其他同系列陶塑不同的是，这个陶塑作品没有任何文字标志。1982年，由杰克与贝尔·林斯基赠送给大都会艺术博物馆。